# Stefano II di Amasea
Stefano II di Amasea (in greco Στέφανος Β'?; IX secolo – 18 luglio 928) è stato un arcivescovo bizantino, che ha ricoperto la carica di Patriarca ecumenico di Costantinopoli tra il 925 e il 928.
Già metropolita di Amasea, sembra che sia stato nominato da Romano I Lecapeno dopo la morte di Nicola I come soluzione provvisoria fino a quando il figlio di Romano, Teofilatto, fosse stato abbastanza grande da assumere l'incarico. Steven Runciman lo definisce una "nullità deliberata". È un santo, commemorato il 18 luglio.